# Liste der portugiesischen Botschafter in Laos
Die Liste der portugiesischen Botschafter in Laos listet die Botschafter der Republik Portugal in Laos auf. Die Länder unterhalten seit 1995 direkte diplomatische Beziehungen, die auf die erste Ankunft Portugiesischer Entdeckungsreisender im heutigen Laos im 16. Jahrhundert zurückgehen.
Erstmals akkreditierte sich ein portugiesischer Botschafter 1995 persönlich in Laos. Eine eigene Botschaft eröffnete Portugal dort nicht, der Portugiesische Vertreter in Thailand ist weiterhin auch für Laos zuständig und zweitakkreditiert sich dazu in der laotischen Hauptstadt Vientiane (Stand 2019).

## Missionschefs
| Name                                        | Bild | Amtszeit  | Anmerkungen                                                                      |
| Laos                                        | Laos | Laos      | Laos                                                                             |
| ------------------------------------------- | ---- | --------- | -------------------------------------------------------------------------------- |
| Gabriel Maria da Costa Mesquita de Brito    |      | ab 1995   | Botschafter mit Amtssitz Bangkok, am 29. November 1995 in Vientiane akkreditiert |
| José Tadeu da Costa Sousa Soares            |      | ab 1999   | Botschafter mit Amtssitz Bangkok                                                 |
| João António da Silveira de Lima Pimentel   |      | ab 2002   | Botschafter mit Amtssitz Bangkok                                                 |
| António Félix Machado de Faria e Maya       |      | ab 2006   | Botschafter mit Amtssitz Bangkok                                                 |
| Jorge Ryder Torres Pereira                  |      | ab 2010   | Botschafter mit Amtssitz Bangkok                                                 |
| Luís Manuel Barreira de Sousa               |      | ab 2013   | Botschafter mit Amtssitz Bangkok                                                 |
| Francisco de Assis Morais e Cunha Vaz Patto |      | seit 2015 | Botschafter mit Amtssitz Bangkok                                                 |